# Ian Gorst
Ian Gorst, né le 5 décembre 1969 à Lancashire en Angleterre au Royaume-Uni, est un homme politique britannique. Il est ministre en chef du bailliage de Jersey, dépendance de la Couronne britannique, de 2011 à 2018, ministre des Affaires étrangères de 2018 à 2022 puis ministre du Trésor et des Ressources depuis 2022. 

## Biographie
Né en Angleterre, Ian Gorst vit à Jersey après avoir épousé Dionne A'Court, venue en Grande-Bretagne pour ses études avant de regagner son île d'origine avec son mari. Comptable de métier, il se spécialise dans les secteurs de fonds d’investissements pour une clientèle d’investisseurs privés avant de se lancer en politique.
Élu à l'Assemblée des États en 2005 en tant que député, il est nommé ministre en chef adjoint puis ministre adjoint au Trésor en  juillet 2007 avant d'occuper le poste de ministre du Travail et la Sécurité sociale de 2008 à 2011. Le 14 novembre 2011, il est élu sénateur puis ministre en chef et réélu en 2014. En juin 2018, il devient ministre des Affaires étrangères de l'île. Il quitte cette fonction en juillet 2022 et est nommé ministre du Trésor et des Ressources.
Ian Gorst est activement impliqué dans les actions caritatives de l'église et est le vice-président du Comité de Direction de l'école Le Rocquier. Il a un intérêt pour la solidarité internationale et a exercé la fonction de président de la Jersey Overseas Aid Commission, fondation qui apporte une aide aux pays les plus démunis[réf. nécessaire].